# 吉野川ハイウェイオアシス

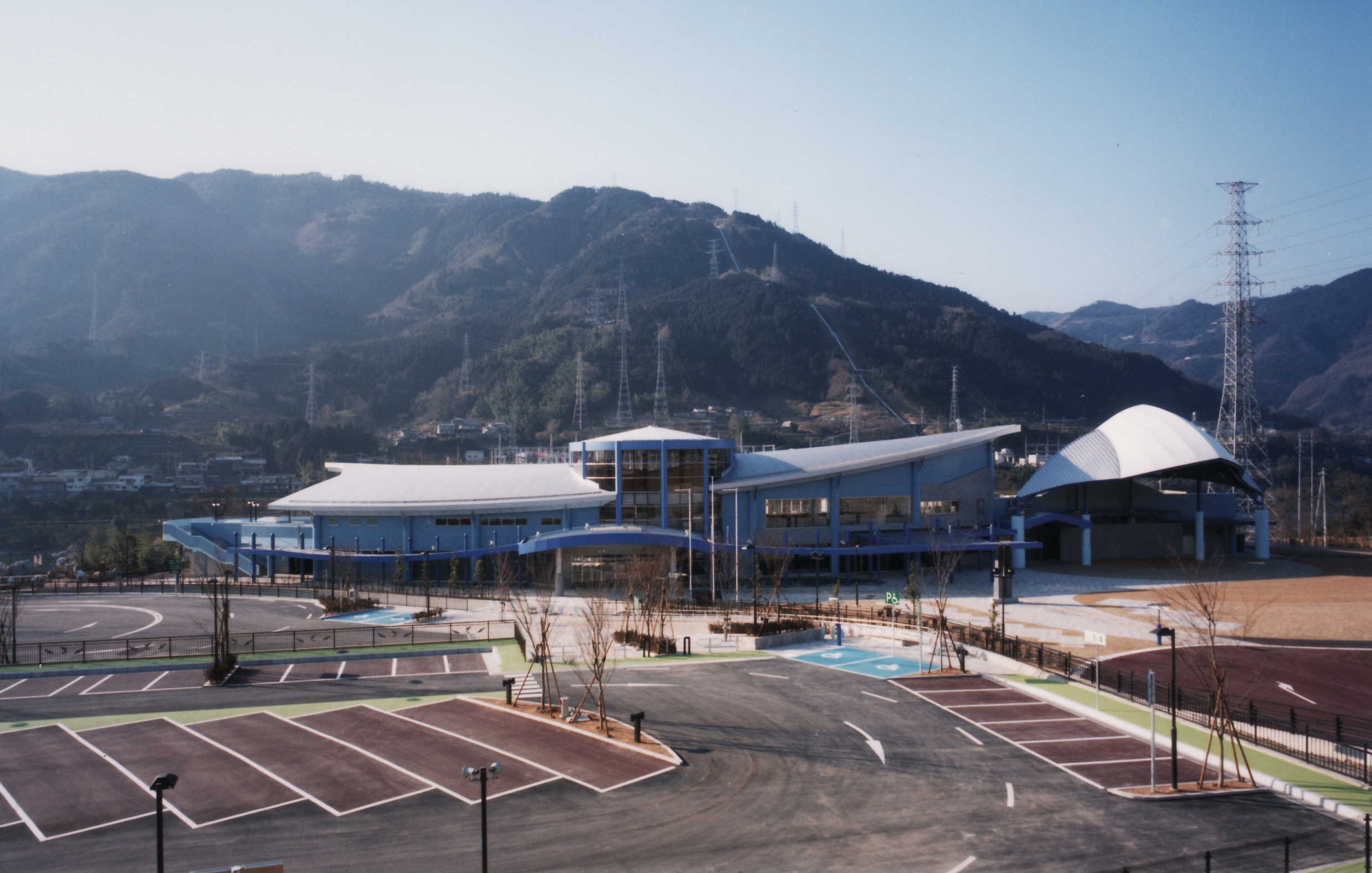
吉野川ハイウェイオアシス

吉野川ハイウェイオアシスは、徳島自動車道上にあるハイウェイオアシス。吉野川サービスエリアおよび三好バスストップ（高速バス停）に隣接している。

## 建築データ
吉野川ふれあい館
- 設計 - 宮建築設計
- 竣工 - 2000年（平成12年）
- 施工業者 - 西松建設・青木建設
- 延床面積 - 3,254m2
- 建築面積 - 3,577m2
- 構造・規模 - SRC造、地上4階

## 施設
- 吉野川ふれあい館 - 吉野川ハイウェイオアシスの中心となる大型レジャー施設
  - 物産センター（にし阿波・四国のいいものみつけよう）
  - 美濃田の湯（露天風呂あり）
  - 展望デッキ
- 食事処つむぎ（地元の食材を使った食事処）
- ふるさとゾーン - アスレチックなど
- せせらぎゾーン - 木橋や人工の小川など
- 美濃田の渕
  - キャンプ場 - 利用料無料
  - 共同炊事場 - 有料、バーベキュー施設として利用可
  - バンガロー - 3人用が6棟、4人用が8棟
  - ログハウス - 4-15人用が1棟
  - テニスコート

## アクセス
- 路線バス
  - 阿波池田駅または阿波加茂駅より東みよし町町営バスに乗車、「オアシス前」下車すぐ。
- 高速バス
  - 隣接する三好バスストップには東京、名古屋、関西、徳島方面と高知方面、および関西、徳島方面と松山方面を結ぶ各種高速バスが停車する。吉野川ハイウェイオアシス-高知・松山間の利用は徳島発便のみ可能。
- 自動車
  - 徳島自動車道の吉野川サービスエリアに隣接。一般道からも利用可。

## その他
毎週日曜日には有名連による阿波踊りの実演が見られる。1日3回ほど実施。